# Peregrinus Laziosi
Peregrinus Laziosi (Italiaans: Pellegrino Laziosi) (Forlì, ca. 1260 – aldaar, 1 mei 1345) was een Italiaanse priester en kloosterling van de Orde van de Dienaren van Maria, kortweg de servieten. Hij wordt in de rooms-katholieke kerk vereerd als heilige en is vooral bekend als de patroonheilige tegen kanker.

## Levensloop
Peregrinus werd geboren in Forlì, in het noorden van Italië. Als jonge man was hij actief in politieke bewegingen die zich verzetten tegen de Heilige Stoel. Tijdens een oproer tegen de aanwezigheid van de servietenorde in de stad, ontmoette hij Filippus Benizi, de generaal-overste van de orde. Deze ontmoeting bracht hem tot bekering.
Peregrinus trad toe tot de servieten en leidde een leven van boetedoening, gebed en dienstbaarheid. Na zijn priesterwijding werd hij bekend om zijn nederigheid, zwijgzaamheid en liefdadigheid, vooral ten aanzien van de armen en zieken.
Op latere leeftijd ontwikkelde hij een kwaadaardige tumor in zijn been, mogelijk een vorm van botkanker. De artsen wilden zijn been amputeren. In de nacht voor de operatie bad hij langdurig voor een kruisbeeld. Volgens de overlevering werd hij op miraculeuze wijze genezen – de tumor verdween.
Deze gebeurtenis gaf later aanleiding tot zijn verering als voorspreker voor mensen met kanker en andere ernstige ziekten.
Zijn stoffelijke resten worden bewaard in de basiliek die aan hem is opgedragen als heilige in Forlì, een bedevaartsoord voor mensen die lijden aan kanker.
Op 27 december 1726 werd hij heilig verklaard door paus Benedictus XIII, nadat hij op 15 april 1609 al tot zalige was uitgeroepen door paus Paulus V. Zijn feestdag valt jaarlijks op 1 mei.

## Verering en spiritualiteit
Peregrinus wordt vooral in Italië vereerd. Gelovigen vragen zijn voorspraak bij ernstige ziekte, met name kanker.
Hij wordt vaak afgebeeld:
- in het zwarte habijt van de servietenorde,
- met een gezwollen of bloedend been,
- biddend voor een kruisbeeld,
- met een rozenkrans in de hand.

### Citaat
"In het kruis van de Heer vond ik geen vloek, maar genezing. Niet pijn, maar vrede."